# Morti nel 1964

## Gennaio(73)
- 1º gennaio - Thyge Petersen, pugile danese (n. 1902)
- 1º gennaio - Folkman Schaanning, attore norvegese (n. 1886)
- 1º gennaio - Bishara al-Khuri, politico libanese (n. 1890)
- 2 gennaio - Pius Font i Quer, botanico e farmacista spagnolo (n. 1888)
- 2 gennaio - Dante Olivieri, filologo, glottologo e linguista italiano (n. 1877)
- 2 gennaio - Ingolf Pedersen, calciatore norvegese (n. 1890)
- 3 gennaio - Giustino Renato Orsini, umanista e storico italiano (n. 1883)
- 4 gennaio - Andreas Hermes, politico tedesco (n. 1878)
- 4 gennaio - Paul Lehmann, paleografo e filologo tedesco (n. 1884)
- 4 gennaio - Ludwig Philipp, calciatore tedesco (n. 1889)
- 6 gennaio - Marga Cella, attrice italiana (n. 1893)
- 6 gennaio - Werner Kempf, generale tedesco (n. 1886)
- 6 gennaio - Guido Molinelli, politico italiano (n. 1894)
- 7 gennaio - Cyril Davies, cantante e armonicista inglese (n. 1932)
- 7 gennaio - Bernard Herzbrun, scenografo statunitense (n. 1891)
- 7 gennaio - Cesáreo Onzari, calciatore argentino (n. 1903)
- 7 gennaio - Reg Parnell, pilota automobilistico britannico (n. 1911)
- 7 gennaio - Madlaine Traverse, attrice statunitense (n. 1875)
- 8 gennaio - Julius Raab, politico austriaco (n. 1891)
- 8 gennaio - Lewis Seiler, regista e sceneggiatore statunitense (n. 1890)
- 8 gennaio - Martin Stixrud, pattinatore artistico su ghiaccio norvegese (n. 1876)
- 9 gennaio - Robert Bayot, schermidore belga (n. 1915)
- 9 gennaio - Halide Edib Adıvar, scrittrice e oratrice turca (n. 1884)
- 9 gennaio - Giulio Ettore Erler, pittore italiano (n. 1876)
- 10 gennaio - Salvatore Gaetani, storico, filologo e filosofo italiano (n. 1895)
- 10 gennaio - Pier Antonio Gariazzo, pittore, incisore e scrittore italiano (n. 1879)
- 11 gennaio - John Arnold, direttore della fotografia statunitense (n. 1889)
- 11 gennaio - Arturo Bonucci, violoncellista italiano (n. 1894)
- 11 gennaio - André-Damien-Ferdinand Jullien, cardinale e arcivescovo cattolico francese (n. 1882)
- 11 gennaio - Franc Ksaver Meško, scrittore e presbitero sloveno (n. 1874)
- 13 gennaio - Gino Cassinis, ingegnere, topografo e politico italiano (n. 1885)
- 13 gennaio - Giovanni Cavicchioli, scrittore e giornalista italiano (n. 1894)
- 13 gennaio - Felisberto Hernández, scrittore uruguaiano (n. 1902)
- 13 gennaio - Camille Valentin Stappers, missionario e vescovo cattolico belga (n. 1885)
- 14 gennaio - Edoardo Scala, militare italiano (n. 1884)
- 14 gennaio - Giuseppe Veronesi, aviatore italiano (n. 1895)
- 15 gennaio - Andrea Finocchiaro Aprile, politico italiano (n. 1878)
- 15 gennaio - Jack Teagarden, trombonista e cantante statunitense (n. 1905)
- 15 gennaio - Eugen Wiskovský, fotografo, insegnante e editore ceco (n. 1888)
- 16 gennaio - Cyril Porter, mezzofondista britannico (n. 1890)
- 16 gennaio - Cy Young, animatore cinese (n. 1897)
- 17 gennaio - Đorđe Andrejević Kun, pittore serbo (n. 1904)
- 17 gennaio - Ernesto Peyer, allenatore di calcio e calciatore svizzero (n. 1891)
- 17 gennaio - T. H. White, scrittore britannico (n. 1906)
- 19 gennaio - Clement Browne, pallanuotista statunitense (n. 1896)
- 19 gennaio - Franco Ghione, direttore d'orchestra e compositore italiano (n. 1886)
- 19 gennaio - Firmin Lambot, ciclista su strada belga (n. 1886)
- 19 gennaio - Armando Mazza, poeta, scrittore e giornalista italiano (n. 1884)
- 19 gennaio - Friedrich Karl Arnold Schwassmann, astronomo tedesco (n. 1870)
- 19 gennaio - Joe Weatherly, pilota automobilistico e pilota motociclistico statunitense (n. 1922)
- 20 gennaio - Karl-Johan Svensson, ginnasta svedese (n. 1887)
- 20 gennaio - Cipriano Iwene Tansi, presbitero nigeriano (n. 1903)
- 21 gennaio - Carlo Chiarlo, cardinale e arcivescovo cattolico italiano (n. 1881)
- 21 gennaio - Frate Ave Maria, religioso italiano (n. 1900)
- 21 gennaio - Luis Martín-Santos Ribera, psichiatra e scrittore spagnolo (n. 1924)
- 21 gennaio - Joseph Schildkraut, attore austriaco (n. 1896)
- 22 gennaio - Lissy Arna, attrice tedesca (n. 1900)
- 22 gennaio - Marc Blitzstein, compositore, paroliere e librettista statunitense (n. 1905)
- 22 gennaio - Giuseppe Ricciotti, presbitero, biblista e archeologo italiano (n. 1890)
- 23 gennaio - Charles Baehni, botanico svizzero (n. 1906)
- 23 gennaio - Benedetta Bianchi Porro, italiana (n. 1936)
- 23 gennaio - Louis Horst, compositore e pianista statunitense (n. 1884)
- 23 gennaio - Ireneo Sanesi, filologo, critico letterario e poeta italiano (n. 1868)
- 23 gennaio - Tommaso Siciliani, avvocato, giurista e politico italiano (n. 1882)
- 26 gennaio - Harold Mattingly, storico e numismatico britannico (n. 1884)
- 27 gennaio - Stuart N. Lake, scrittore statunitense (n. 1889)
- 27 gennaio - Norman Z. McLeod, regista e sceneggiatore statunitense (n. 1898)
- 27 gennaio - Felix Alexander von Cube, naturalista, medico e alpinista tedesco (n. 1876)
- 28 gennaio - Milburn Morante, attore e regista statunitense (n. 1887)
- 29 gennaio - Alan Ladd, attore statunitense (n. 1913)
- 30 gennaio - Paul Wenzel, militare e aviatore tedesco (n. 1887)
- 31 gennaio - Tomás Adolfo Ducó, militare, dirigente sportivo e giornalista argentino (n. 1901)
- 31 gennaio - Viktor Vladislavovič Ėjsymont, regista cinematografico sovietico (n. 1904)

## Febbraio(88)
- 1º febbraio - Antonio Aliotta, filosofo italiano (n. 1881)
- 1º febbraio - Vladimir Rubašvili, lottatore sovietico (n. 1940)
- 1º febbraio - Pёtr Starkovskij, attore russo (n. 1884)
- 2 febbraio - Vincenzo Arangio-Ruiz, giurista e politico italiano (n. 1884)
- 2 febbraio - Jakob Brendel, lottatore tedesco (n. 1907)
- 2 febbraio - Carl Buchheister, pittore tedesco (n. 1890)
- 2 febbraio - J. Peverell Marley, direttore della fotografia statunitense (n. 1901)
- 2 febbraio - Bud Osborne, attore e stuntman statunitense (n. 1884)
- 2 febbraio - Maria Rosa Punzirudu, cantante italiana (n. 1887)
- 3 febbraio - Harold Alden, astronomo statunitense (n. 1890)
- 3 febbraio - Giuseppe Amato, produttore cinematografico, attore e sceneggiatore italiano (n. 1899)
- 3 febbraio - Felice Balbo, filosofo italiano (n. 1913)
- 3 febbraio - Ferdinando Farina, militare e politico italiano (n. 1877)
- 3 febbraio - Clarence Irving Lewis, filosofo e logico statunitense (n. 1883)
- 3 febbraio - Albert Richardson, architetto britannico (n. 1880)
- 3 febbraio - Frank R. Strayer, regista statunitense (n. 1891)
- 3 febbraio - Alfonso Maria di Borbone-Due Sicilie, principe spagnolo (n. 1901)
- 4 febbraio - Fedele De Giorgis, generale italiano (n. 1887)
- 4 febbraio - Alfred Wiener, storico e giornalista tedesco (n. 1885)
- 5 febbraio - Mario Berti, generale italiano (n. 1881)
- 5 febbraio - Harold McMunn, hockeista su ghiaccio canadese (n. 1902)
- 5 febbraio - Tecla Merlo, religiosa italiana (n. 1894)
- 5 febbraio - Max Sailer, pilota automobilistico e ingegnere tedesco (n. 1882)
- 6 febbraio - Emilio Aguinaldo, generale e politico filippino (n. 1869)
- 6 febbraio - Rajkumari Amrit Kaur, politica e attivista indiana (n. 1889)
- 6 febbraio - Guido Pedroni, calciatore italiano (n. 1883)
- 7 febbraio - Flaminio Bertoni, designer e scultore italiano (n. 1903)
- 7 febbraio - Sofoklīs Venizelos, politico greco (n. 1894)
- 8 febbraio - Vincenzo Bellezza, direttore d'orchestra italiano (n. 1888)
- 8 febbraio - Boshirō Hosogaya, ammiraglio giapponese (n. 1888)
- 8 febbraio - Carlos Ísola, calciatore argentino (n. 1896)
- 8 febbraio - Ernst Kretschmer, psichiatra tedesco (n. 1888)
- 8 febbraio - Tom Terriss, regista, attore e sceneggiatore britannico (n. 1872)
- 9 febbraio - Ary Barroso, pianista, compositore e giornalista brasiliano (n. 1903)
- 9 febbraio - Georges Bilot, calciatore francese (n. 1885)
- 9 febbraio - Willie Bryant, cantante e disc jockey statunitense (n. 1908)
- 9 febbraio - Marek Weber, violinista tedesco (n. 1888)
- 10 febbraio - Paul Baudouin, banchiere e politico francese (n. 1894)
- 10 febbraio - Eugen Sänger, ingegnere aeronautico austriaco (n. 1905)
- 12 febbraio - Raffaele Ciferri, botanico e micologo italiano (n. 1897)
- 12 febbraio - Ugo D'Orsi, animatore italiano (n. 1897)
- 12 febbraio - Gerald Gardner, scrittore, saggista e esoterista britannico (n. 1884)
- 13 febbraio - Paulino Alcántara, calciatore e allenatore di calcio filippino (n. 1896)
- 13 febbraio - Harry Buck, calciatore inglese (n. 1884)
- 13 febbraio - Pinot Gallizio, farmacista e pittore italiano (n. 1902)
- 13 febbraio - Werner Heyde, psichiatra tedesco (n. 1902)
- 13 febbraio - Alberto Masprone, discobolo, allenatore di calcio e militare italiano (n. 1884)
- 13 febbraio - Patrick Ryan, martellista statunitense (n. 1881)
- 13 febbraio - Giuseppe Sparzani, militare italiano (n. 1899)
- 13 febbraio - Arthur Upfield, scrittore britannico (n. 1890)
- 14 febbraio - Kálmán Csathó, scrittore, commediografo e regista teatrale ungherese (n. 1881)
- 15 febbraio - François-Louis Auvity, vescovo cattolico francese (n. 1874)
- 15 febbraio - Réginald Garrigou-Lagrange, teologo francese (n. 1877)
- 15 febbraio - Adolf Šimperský, calciatore cecoslovacco (n. 1909)
- 16 febbraio - Jette Bang, fotografa e regista danese (n. 1914)
- 16 febbraio - Kate Gillou, tennista francese (n. 1887)
- 16 febbraio - Nicola Vaccaro, politico italiano (n. 1922)
- 17 febbraio - Cyril Stanley Kipping, compositore di scacchi britannico (n. 1891)
- 18 febbraio - Joseph-Armand Bombardier, inventore e imprenditore canadese (n. 1907)
- 18 febbraio - Janko Borodáč, attore, regista teatrale e traduttore slovacco (n. 1892)
- 18 febbraio - Roberto Cozzi, calciatore italiano (n. 1893)
- 18 febbraio - Fredrik Ljungström, ingegnere e imprenditore svedese (n. 1875)
- 19 febbraio - Nino Bellini, attore italiano (n. 1894)
- 19 febbraio - Edward Gargan, attore statunitense (n. 1902)
- 19 febbraio - Giōrgos Kalafatīs, calciatore greco (n. 1890)
- 20 febbraio - Dema Harshbarger, imprenditrice statunitense (n. 1884)
- 21 febbraio - Georg Jacoby, regista, sceneggiatore e produttore cinematografico tedesco (n. 1882)
- 23 febbraio - Stanley Glover, velocista canadese (n. 1908)
- 23 febbraio - Eli Moschcowitz, medico austro-ungarico (n. 1879)
- 23 febbraio - Ray C. Smallwood, regista, effettista e direttore della fotografia statunitense (n. 1887)
- 24 febbraio - Frank Conroy, attore britannico (n. 1890)
- 24 febbraio - William Garbutt, calciatore e allenatore di calcio inglese (n. 1883)
- 24 febbraio - Giuseppe Imperiale, politico italiano (n. 1897)
- 25 febbraio - Alexander Archipenko, scultore ucraino (n. 1887)
- 25 febbraio - Johnny Burke, paroliere statunitense (n. 1908)
- 25 febbraio - Leonard Hussey, meteorologo e esploratore britannico (n. 1891)
- 25 febbraio - Hinrich Lohse, politico tedesco (n. 1896)
- 25 febbraio - Grace Metalious, scrittrice statunitense (n. 1924)
- 26 febbraio - Luigi Berti, critico letterario, poeta e scrittore italiano (n. 1904)
- 27 febbraio - Anna J. Cooper, scrittrice, docente e sociologa statunitense (n. 1858)
- 27 febbraio - Orry-Kelly, costumista australiano (n. 1897)
- 27 febbraio - Giovanni Lampariello, matematico e fisico italiano (n. 1903)
- 28 febbraio - Karl Koch, botanico tedesco (n. 1875)
- 28 febbraio - Gus Lesnevich, pugile statunitense (n. 1915)
- 28 febbraio - Timmy Mayer, pilota automobilistico statunitense (n. 1938)
- 29 febbraio - Frank Albertson, attore statunitense (n. 1909)
- 29 febbraio - Anchise Brizzi, direttore della fotografia italiano (n. 1887)
- 29 febbraio - Koloman von Pataky, tenore ungherese (n. 1896)

## Marzo(78)
- 1º marzo - Kathryn Card, attrice statunitense (n. 1892)
- 1º marzo - Francesco Maggini, filologo e critico letterario italiano (n. 1886)
- 1º marzo - Priscilla Norman, nobildonna e attivista inglese (n. 1883)
- 1º marzo - Dennis Moore, attore statunitense (n. 1908)
- 1º marzo - Pëtr Arsen'evič Romanovskij, scacchista russo (n. 1892)
- 1º marzo - Frank Southall, ciclista su strada e pistard britannico (n. 1904)
- 2 marzo - Nicolae Vasilescu-Karpen, ingegnere rumeno (n. 1870)
- 3 marzo - Gastón Mallet, architetto francese (n. 1875)
- 4 marzo - Edwin August, attore, regista e sceneggiatore statunitense (n. 1883)
- 4 marzo - Ottavio Stocchi, compositore di scacchi italiano (n. 1906)
- 5 marzo - Domenico Leoni, fantino italiano (n. 1876)
- 5 marzo - Pippo Rizzo, pittore e scultore italiano (n. 1897)
- 6 marzo - Julius Bartels, geofisico tedesco (n. 1899)
- 6 marzo - Waldemar Blatskauskas, cestista brasiliano (n. 1938)
- 6 marzo - Paolo di Grecia, sovrano greco (n. 1901)
- 6 marzo - Edward Van Sloan, attore statunitense (n. 1882)
- 7 marzo - Carlos Gouvêa Coelho, arcivescovo cattolico brasiliano (n. 1907)
- 7 marzo - Giuditta Sommaruga, filantropa italiana (n. 1875)
- 7 marzo - Samuel Stanley Wilks, statistico statunitense (n. 1906)
- 8 marzo - Franz Gabriel Alexander, psicanalista e medico ungherese (n. 1891)
- 8 marzo - Luigi Burgo, ingegnere italiano (n. 1876)
- 8 marzo - Hermenegildo Elices, calciatore spagnolo (n. 1914)
- 9 marzo - Alessio De Paolis, tenore italiano (n. 1893)
- 9 marzo - Alfred Knox, militare e politico inglese (n. 1870)
- 9 marzo - Paul Emil von Lettow-Vorbeck, generale tedesco (n. 1870)
- 9 marzo - Alexander Petrunkevitch, aracnologo e entomologo russo (n. 1875)
- 9 marzo - Paul Remlinger, medico, batteriologo e virologo francese (n. 1871)
- 9 marzo - José Soler Casabón, compositore spagnolo (n. 1884)
- 9 marzo - Giovanni Voltini, pittore e scenografo italiano (n. 1875)
- 10 marzo - Luigi Amato, generale italiano (n. 1883)
- 10 marzo - Renata Borgatti, pianista italiana (n. 1894)
- 10 marzo - Bruno Cantalamessa, attore e cantante italiano (n. 1888)
- 10 marzo - Ugo Fedeli, anarchico e antifascista italiano (n. 1898)
- 10 marzo - Arthur Hohl, attore statunitense (n. 1889)
- 10 marzo - Luigi Moneta, attore italiano (n. 1870)
- 10 marzo - Léon Moussinac, scrittore, critico cinematografico e giornalista francese (n. 1890)
- 11 marzo - Cleo Madison, attrice, regista e produttrice cinematografica statunitense (n. 1883)
- 11 marzo - Pio Semeghini, pittore italiano (n. 1878)
- 12 marzo - Eugenio Bertuetti, giornalista, critico teatrale e commediografo italiano (n. 1895)
- 12 marzo - Luisa Carnés, scrittrice e giornalista spagnola (n. 1905)
- 12 marzo - Leopold Mikolasch, calciatore austriaco (n. 1920)
- 12 marzo - Abbas el-Aqqad, scrittore egiziano (n. 1889)
- 13 marzo - William Connor, ginnasta inglese (n. 1869)
- 13 marzo - Friedrich Lahrs, architetto e docente tedesco (n. 1880)
- 13 marzo - Giovanni Uberti, politico e giornalista italiano (n. 1888)
- 14 marzo - Vladimir Petrovič Batalov, attore e regista sovietico (n. 1902)
- 15 marzo - Paul Cavanagh, attore britannico (n. 1888)
- 17 marzo - Liu Fameng, insegnante cinese (n. 1902)
- 18 marzo - Sigfrid Edström, dirigente sportivo svedese (n. 1870)
- 18 marzo - Norbert Wiener, matematico e statistico statunitense (n. 1894)
- 19 marzo - John Henry Lloyd, giocatore di baseball statunitense (n. 1884)
- 20 marzo - Brendan Behan, drammaturgo e scrittore irlandese (n. 1923)
- 20 marzo - Francis D'Arcy Osborne, nobile e diplomatico britannico (n. 1884)
- 20 marzo - Aleksandra Aleksandrovna Jabločkina, attrice teatrale russa (n. 1866)
- 21 marzo - Giovanni Paolucci, regista e sceneggiatore italiano (n. 1912)
- 22 marzo - Archibald Colquhoun, letterato e traduttore inglese (n. 1912)
- 22 marzo - Gregorio Jover, anarchico spagnolo (n. 1891)
- 22 marzo - Addison Richards, attore statunitense (n. 1887)
- 22 marzo - Gino Zani, ingegnere sammarinese (n. 1883)
- 23 marzo - Claire Anderson, attrice statunitense (n. 1891)
- 23 marzo - Peter Lorre, attore ungherese (n. 1904)
- 23 marzo - Vasilij Vajnonen, ballerino, librettista e coreografo sovietico (n. 1901)
- 24 marzo - Villem Kapp, compositore, organista e docente estone (n. 1913)
- 24 marzo - Humberto Recanatini, calciatore argentino (n. 1898)
- 24 marzo - Florence Rockwell, attrice statunitense (n. 1887)
- 25 marzo - Martin Borthen, velista norvegese (n. 1878)
- 25 marzo - Anton Mario Lanza, scacchista italiano (n. 1899)
- 25 marzo - Benito Nardone Cetrulo, politico uruguaiano (n. 1906)
- 26 marzo - Paul A. Baran, economista statunitense (n. 1909)
- 27 marzo - Hermann Garrn, calciatore tedesco (n. 1888)
- 27 marzo - Roger Motz, politico belga (n. 1904)
- 28 marzo - Mario Balla, pallanuotista e allenatore di pallanuoto italiano (n. 1903)
- 29 marzo - Sofia Carlotta di Oldenburg, nobile tedesca (n. 1879)
- 30 marzo - Heinz Fiebig, generale tedesco (n. 1897)
- 30 marzo - Nella Larsen, scrittrice statunitense (n. 1891)
- 30 marzo - Gino Luzzatto, storico e medievista italiano (n. 1878)
- 30 marzo - Guido Sutermeister, archeologo e ingegnere svizzero (n. 1883)
- 31 marzo - Alfredo Robert, attore, regista e produttore cinematografico italiano (n. 1877)

## Aprile(84)
- 1º aprile - Salvatore Aurigemma, archeologo e epigrafista italiano (n. 1885)
- 1º aprile - Francesco Sapori, scrittore e critico d'arte italiano (n. 1890)
- 2 aprile - Viola Barry, attrice statunitense (n. 1894)
- 2 aprile - Francesco Manzo, politico italiano (n. 1900)
- 2 aprile - Ernesto Matozzi, calciatore argentino (n. 1895)
- 2 aprile - Rafael Sánchez-Guerra, politico e giornalista spagnolo (n. 1897)
- 2 aprile - Reinhard Wagner, ginnasta e multiplista statunitense (n. 1876)
- 3 aprile - Francesco Giuseppe di Hohenzollern-Emden, principe tedesco (n. 1891)
- 3 aprile - Eduard von der Heydt, banchiere, collezionista d'arte e mecenate tedesco (n. 1882)
- 5 aprile - James Chapin, ornitologo statunitense (n. 1889)
- 5 aprile - Aloïse Corbaz, pittrice svizzera (n. 1886)
- 5 aprile - Douglas MacArthur, generale statunitense (n. 1880)
- 5 aprile - Gino Alfonso Sada, imprenditore italiano (n. 1888)
- 6 aprile - Daniel Filipe, poeta, giornalista e scrittore capoverdiano (n. 1925)
- 6 aprile - Giusto Sardi, calciatore e arbitro di calcio italiano (n. 1894)
- 7 aprile - Irene McCoy Gaines, attivista statunitense (n. 1892)
- 7 aprile - Maurice Athanase Le Luc, ammiraglio francese (n. 1885)
- 7 aprile - Jeanne Marie-Laurent, attrice francese (n. 1877)
- 7 aprile - Dionisio Moltisanti, politico italiano (n. 1906)
- 7 aprile - Giacomo Vuxani, politico e patriota italiano (n. 1886)
- 8 aprile - Salvatore Russo, vescovo cattolico italiano (n. 1885)
- 9 aprile - El Brendel, attore statunitense (n. 1890)
- 9 aprile - Gerolamo Gaslini, imprenditore, filantropo e politico italiano (n. 1877)
- 9 aprile - Appie van Olst, pallanuotista olandese (n. 1897)
- 10 aprile - Eino Luukkanen, aviatore finlandese (n. 1909)
- 10 aprile - Marco Ramperti, scrittore e giornalista italiano (n. 1886)
- 11 aprile - Ersilio Ambrogi, politico italiano (n. 1883)
- 11 aprile - Curt Dahlgren, schermidore svedese (n. 1892)
- 11 aprile - Hilmar Wictorin, pallanuotista svedese (n. 1894)
- 12 aprile - Evert Willem Beth, matematico olandese (n. 1908)
- 12 aprile - Barbara Henneberger, sciatrice alpina tedesca (n. 1940)
- 12 aprile - Buddy Werner, sciatore alpino statunitense (n. 1936)
- 13 aprile - Veit Harlan, regista cinematografico e attore tedesco (n. 1899)
- 13 aprile - Kristian Krefting, calciatore norvegese (n. 1891)
- 14 aprile - Tat'jana Afanas'eva, matematica olandese (n. 1876)
- 14 aprile - Helge Auleb, militare tedesco (n. 1887)
- 14 aprile - Rachel Carson, biologa e zoologa statunitense (n. 1907)
- 14 aprile - Earle Hodgins, attore statunitense (n. 1893)
- 14 aprile - Hans Kayser, teorico musicale tedesco (n. 1891)
- 15 aprile - Marco Giuntelli, ciclista su strada italiano (n. 1905)
- 15 aprile - Alice Wilson, geologa, paleontologa e scienziata canadese (n. 1881)
- 16 aprile - Štefan Barnaš, vescovo cattolico slovacco (n. 1900)
- 16 aprile - Olao Cerini, allenatore di calcio e calciatore italiano (n. 1906)
- 17 aprile - Luigi Ferrari Trecate, musicista, compositore e organista italiano (n. 1884)
- 17 aprile - Francesco Ferrari, politico e partigiano italiano (n. 1922)
- 18 aprile - Ben Hecht, sceneggiatore statunitense (n. 1894)
- 18 aprile - Bernardo Perin, calciatore italiano (n. 1897)
- 18 aprile - Darwin LeOra Teilhet, scrittore statunitense (n. 1904)
- 19 aprile - Ezio Carabella, musicista e compositore italiano (n. 1891)
- 19 aprile - Albino Michielli, alpinista italiano (n. 1928)
- 19 aprile - Mario Siletti, attore italiano (n. 1903)
- 20 aprile - Emilio Canevari, sindacalista e politico italiano (n. 1880)
- 20 aprile - Benedetto di Ponio, chitarrista italiano (n. 1898)
- 20 aprile - Dimităr Ganev, politico bulgaro (n. 1898)
- 20 aprile - Sergej Vasil'evič Gerasimov, pittore russo (n. 1885)
- 20 aprile - Giuseppe Giacone, calciatore italiano (n. 1900)
- 20 aprile - Paul-Henri Michel, storico della filosofia francese (n. 1894)
- 20 aprile - Nicola Terzaghi, filologo classico e latinista italiano (n. 1880)
- 21 aprile - Konstantinos Kleinias, nuotatore greco (n. 1888)
- 23 aprile - Karl Polanyi, storico, antropologo e economista ungherese (n. 1886)
- 23 aprile - Andrea Vuerich, fondista e combinatista nordico italiano (n. 1907)
- 24 aprile - Hermann Barrelet, canottiere francese (n. 1879)
- 24 aprile - Lou Dijkstra, pattinatore di velocità su ghiaccio olandese (n. 1909)
- 24 aprile - Gerhard Domagk, medico e biochimico tedesco (n. 1895)
- 24 aprile - Karl Gerhard, attore e regista teatrale svedese (n. 1891)
- 25 aprile - Giuseppe Ferrera, maratoneta italiano (n. 1905)
- 25 aprile - J. Edward Hungerford, sceneggiatore statunitense (n. 1883)
- 25 aprile - Luigi Pigarelli, compositore e magistrato italiano (n. 1875)
- 25 aprile - Rodolfo Puttar, calciatore italiano (n. 1910)
- 25 aprile - Daniele Turani, politico e dirigente sportivo italiano (n. 1907)
- 26 aprile - Mario Ferrero, calciatore italiano (n. 1903)
- 26 aprile - Andreas Krogh, pattinatore artistico su ghiaccio norvegese (n. 1894)
- 27 aprile - Alan Le May, scrittore e sceneggiatore statunitense (n. 1899)
- 28 aprile - Alexandre Koyré, storico della scienza e filosofo russo (n. 1892)
- 28 aprile - Rolf de Maré, imprenditore e collezionista d'arte svedese (n. 1888)
- 28 aprile - Costantino Oggianu, politico italiano (n. 1892)
- 28 aprile - Luigi Spezzotti, politico italiano (n. 1876)
- 28 aprile - Aleksandrs Varakājs, calciatore lettone (n. 1906)
- 29 aprile - Wenceslao Fernández Flórez, scrittore e giornalista spagnolo (n. 1885)
- 29 aprile - Albert Fox, scacchista statunitense (n. 1881)
- 29 aprile - J.M. Kerrigan, attore irlandese (n. 1884)
- 29 aprile - Constance Knox, nobildonna inglese (n. 1885)
- 29 aprile - Lukas Nielsen, ginnasta danese (n. 1885)
- 30 aprile - Paolo D'Ancona, storico dell'arte italiano (n. 1878)

## Maggio(64)
- 1º maggio - Gustav-Adolf von Zangen, generale tedesco (n. 1892)
- 2 maggio - Nancy Astor, politica statunitense (n. 1879)
- 4 maggio - André Lefèbvre, progettista e pilota automobilistico francese (n. 1894)
- 4 maggio - Vittoria Lepanto, attrice italiana (n. 1885)
- 4 maggio - Armando Lombardi, arcivescovo cattolico italiano (n. 1905)
- 5 maggio - Jindřich Baumruk, calciatore boemo (n. 1881)
- 5 maggio - Eugène Olivier, schermidore francese (n. 1881)
- 6 maggio - Juan Maglio, calciatore argentino (n. 1904)
- 6 maggio - Alfred Rosmer, sindacalista, politico e storico statunitense (n. 1877)
- 6 maggio - Hideo Yagi, esperantista giapponese (n. 1899)
- 7 maggio - Adele Albieri, scrittrice italiana (n. 1877)
- 7 maggio - Rune Bergström, calciatore svedese (n. 1891)
- 7 maggio - Geoffrey Holmes, hockeista su ghiaccio britannico (n. 1894)
- 7 maggio - Axel Norling, ginnasta, tuffatore e tiratore di fune svedese (n. 1884)
- 8 maggio - Kichisaburō Nomura, ammiraglio e politico giapponese (n. 1877)
- 9 maggio - Rico Lebrun, pittore e scultore italiano (n. 1900)
- 9 maggio - Erik Malmberg, lottatore svedese (n. 1897)
- 9 maggio - Carl Pedersen, calciatore norvegese (n. 1891)
- 10 maggio - Carol Haney, attrice, cantante e ballerina statunitense (n. 1924)
- 10 maggio - Michail Fëdorovič Larionov, pittore, scenografo e costumista russo (n. 1881)
- 12 maggio - Honoré Barthélémy, ciclista su strada, pistard e ciclocrossista francese (n. 1891)
- 12 maggio - Hubert Menten, calciatore e bobbista olandese (n. 1873)
- 13 maggio - James Carson, pallanuotista statunitense (n. 1901)
- 13 maggio - Konrad Walter Herrmann, calciatore svizzero (n. 1886)
- 13 maggio - Diana Wynyard, attrice britannica (n. 1906)
- 14 maggio - Giovanni Consolazione, pittore e artista italiano (n. 1908)
- 15 maggio - Vladko Maček, politico jugoslavo (n. 1879)
- 15 maggio - Henri Salvano, calciatore francese (n. 1901)
- 16 maggio - Fred Goebel, attore tedesco (n. 1891)
- 17 maggio - Edna Hammel, attrice statunitense (n. 1901)
- 17 maggio - Otto Wille Kuusinen, diplomatico, politico e critico letterario finlandese (n. 1881)
- 17 maggio - Pietro Luigi Micheletti, attore, musicista e impresario teatrale italiano (n. 1911)
- 17 maggio - Arpenik Nalbandyan, pittrice e artista sovietica (n. 1916)
- 17 maggio - Steve Owen, allenatore di football americano e giocatore di football americano statunitense (n. 1898)
- 17 maggio - Corso Pecori Giraldi, ammiraglio italiano (n. 1899)
- 18 maggio - Matteo Agosta, politico italiano (n. 1922)
- 18 maggio - Guglielmo Alberti, scrittore, critico letterario e antifascista italiano (n. 1900)
- 19 maggio - Anthony Kimmins, regista e sceneggiatore britannico (n. 1901)
- 20 maggio - Rudy Lewis, cantante statunitense (n. 1936)
- 20 maggio - Giuseppe Ravegnani, scrittore, critico letterario e giornalista italiano (n. 1895)
- 21 maggio - James Franck, fisico tedesco (n. 1882)
- 22 maggio - Gian Andreossi, hockeista su ghiaccio svizzero (n. 1902)
- 22 maggio - Hobart Henley, regista, attore e produttore cinematografico statunitense (n. 1887)
- 22 maggio - Umberto Merlin, politico italiano (n. 1885)
- 23 maggio - János Urányi, canoista ungherese (n. 1924)
- 24 maggio - Renee Godfrey, attrice statunitense (n. 1919)
- 24 maggio - Pietro Maravigna, generale, storico e politico italiano (n. 1876)
- 24 maggio - Mario Urbinati, ingegnere italiano (n. 1885)
- 25 maggio - Alda Borelli, attrice italiana (n. 1879)
- 26 maggio - Sven Friberg, calciatore svedese (n. 1895)
- 27 maggio - Walter Blume, aviatore, progettista e ingegnere aeronautico tedesco (n. 1896)
- 27 maggio - Jawaharlal Nehru, politico indiano (n. 1889)
- 28 maggio - Amedeo Berdini, tenore italiano (n. 1919)
- 28 maggio - Giuseppe Di Blasio, ceramista e politico italiano (n. 1896)
- 28 maggio - Mehboob Khan, regista indiano (n. 1907)
- 29 maggio - Andrej Mráz, critico letterario, storico della letteratura e drammaturgo slovacco (n. 1904)
- 29 maggio - Jack Parker, multiplista statunitense (n. 1915)
- 29 maggio - Fred Reinfeld, scacchista e scrittore statunitense (n. 1910)
- 30 maggio - José Quirante, calciatore e allenatore di calcio spagnolo (n. 1883)
- 30 maggio - Eddie Sachs, pilota automobilistico statunitense (n. 1927)
- 30 maggio - Leó Szilárd, fisico, inventore e scrittore ungherese (n. 1898)
- 31 maggio - Guido Gualandi, partigiano italiano (n. 1908)
- 31 maggio - Enno Walther Huth, imprenditore tedesco (n. 1875)
- 31 maggio - Sergio Viotto, alpinista italiano (n. 1928)

## Giugno(66)
- 1º giugno - Marguerite Sechehaye, psicologa svizzera (n. 1887)
- 2 giugno - Alphonse Lauwers, ciclista su strada e pistard belga (n. 1885)
- 2 giugno - Maximino Martínez, botanico messicano (n. 1888)
- 3 giugno - Renato Dall'Ara, imprenditore e dirigente sportivo italiano (n. 1892)
- 3 giugno - Frans Eemil Sillanpää, scrittore finlandese (n. 1888)
- 3 giugno - João Silva Tavares, poeta, scrittore e drammaturgo portoghese (n. 1893)
- 4 giugno - Hans Ludwig, ciclista su strada e pistard tedesco (n. 1885)
- 5 giugno - Lauge Koch, geologo e esploratore danese (n. 1892)
- 5 giugno - Leslie Joy Whitehead, militare canadese (n. 1895)
- 6 giugno - Guy Banister, investigatore statunitense (n. 1901)
- 6 giugno - Riccardo Gualino, imprenditore, mecenate e collezionista d'arte italiano (n. 1879)
- 6 giugno - Giuseppe Landi, sindacalista e politico italiano (n. 1895)
- 6 giugno - Virgilio Nasi, avvocato e politico italiano (n. 1880)
- 6 giugno - Lino Oldrini, politico italiano (n. 1907)
- 6 giugno - Albina Osipowich, nuotatrice statunitense (n. 1911)
- 6 giugno - Robert Warwick, attore statunitense (n. 1878)
- 7 giugno - Sylvia Breamer, attrice australiana (n. 1897)
- 7 giugno - Meade Lux Lewis, pianista e compositore statunitense (n. 1905)
- 7 giugno - Pamela Moore, scrittrice statunitense (n. 1937)
- 7 giugno - Vittorio De Caprariis, storico e giornalista italiano (n. 1924)
- 8 giugno - Geraldine Santoro, statunitense (n. 1935)
- 9 giugno - Max Aitken, I barone di Beaverbrook, editore e politico britannico (n. 1879)
- 9 giugno - Niels Turin-Nielsen, ginnasta danese (n. 1887)
- 10 giugno - Louis Gruenberg, compositore e musicista russo (n. 1884)
- 10 giugno - Giovanni Jacometti, agronomo e politico italiano (n. 1874)
- 10 giugno - Rudolf Konrad, generale tedesco (n. 1891)
- 11 giugno - Plaek Phibunsongkhram, generale e politico thailandese (n. 1897)
- 11 giugno - Adelaide di Schleswig-Holstein-Sonderburg-Glücksburg, principessa (n. 1889)
- 12 giugno - Paul Carpenter, attore e cantante canadese (n. 1921)
- 13 giugno - Fermo Melotti, operaio e partigiano italiano (n. 1912)
- 13 giugno - Martino Mario Moreno, diplomatico e orientalista italiano (n. 1892)
- 13 giugno - Michail Michajlovič Nazvanov, attore sovietico (n. 1914)
- 14 giugno - Raffaele Mancini, calciatore italiano (n. 1913)
- 14 giugno - Piero Monico, avvocato italiano (n. 1899)
- 15 giugno - Sky Carron, bobbista statunitense (n. 1921)
- 15 giugno - Franz Wolfgang Demont, missionario e vescovo cattolico tedesco (n. 1880)
- 16 giugno - Lidia Klement, cantante sovietica (n. 1937)
- 16 giugno - Hikmet Suleyman, politico iracheno (n. 1889)
- 17 giugno - Clarence G. Badger, regista, sceneggiatore e produttore cinematografico statunitense (n. 1880)
- 17 giugno - Carlo Corna, calciatore e allenatore di calcio italiano (n. 1891)
- 18 giugno - Angelo Cecchelin, attore e comico italiano (n. 1894)
- 18 giugno - Kurt Latte, filologo classico tedesco (n. 1891)
- 18 giugno - Ermogene Miraglia, pittore italiano (n. 1907)
- 18 giugno - Giorgio Morandi, pittore e incisore italiano (n. 1890)
- 18 giugno - Per Nilsson, ginnasta svedese (n. 1890)
- 18 giugno - Olaf Syvertsen, ginnasta norvegese (n. 1884)
- 19 giugno - Borocotó, giornalista, scrittore e sceneggiatore uruguaiano (n. 1902)
- 19 giugno - William Dzus, ingegnere ucraino (n. 1895)
- 19 giugno - Hans Moser, attore austriaco (n. 1880)
- 19 giugno - Emil Vesa, militare e aviatore finlandese (n. 1912)
- 20 giugno - Edgar Barrier, attore statunitense (n. 1907)
- 20 giugno - Banner Johnstone, canottiere britannico (n. 1882)
- 20 giugno - Vasilij Ivanovič Kuznecov, generale sovietico (n. 1894)
- 21 giugno - Henryk Sztompka, pianista polacco (n. 1901)
- 22 giugno - Emilio Grandinetti, sindacalista, attivista e giornalista italiano (n. 1882)
- 22 giugno - Jan Mertens, ciclista su strada belga (n. 1904)
- 23 giugno - Gino Rovere, imprenditore, dirigente sportivo e pilota automobilistico italiano (n. 1897)
- 23 giugno - Frank Scully, giornalista e scrittore statunitense (n. 1892)
- 24 giugno - Stuart Davis, pittore statunitense (n. 1892)
- 24 giugno - Georg Kießling, calciatore tedesco (n. 1903)
- 25 giugno - Gerrit Rietveld, architetto e artigiano olandese (n. 1888)
- 25 giugno - Augusta Maria di Baviera, nobile tedesca (n. 1875)
- 26 giugno - Eberardo Villalobos, calciatore cileno (n. 1908)
- 27 giugno - Mona Barrie, attrice inglese (n. 1909)
- 29 giugno - Eric Dolphy, polistrumentista e compositore statunitense (n. 1928)
- 30 giugno - Nathan Roscoe Pound, giurista e insegnante statunitense (n. 1870)

## Luglio(78)
- 1º luglio - Pierre Monteux, direttore d'orchestra francese (n. 1875)
- 1º luglio - Vasilij Morozov, generale sovietico (n. 1897)
- 1º luglio - Antonio Rubino, disegnatore italiano (n. 1880)
- 2 luglio - Branislav Hrnjiček, calciatore jugoslavo (n. 1908)
- 2 luglio - Julia Mackley, attrice statunitense (n. 1878)
- 2 luglio - Fireball Roberts, pilota automobilistico statunitense (n. 1929)
- 3 luglio - Gertrud Bing, storica dell'arte tedesca (n. 1892)
- 4 luglio - Samuil Jakovlevič Maršak, poeta russo (n. 1887)
- 4 luglio - Gaby Morlay, attrice francese (n. 1893)
- 4 luglio - Wilhelm Wetzel, generale tedesco (n. 1888)
- 5 luglio - Novenio Bucchi, militare italiano (n. 1895)
- 6 luglio - Enrico Bonfanti, politico e partigiano italiano (n. 1901)
- 6 luglio - Rafael Cansinos Assens, scrittore, poeta e critico letterario spagnolo (n. 1882)
- 7 luglio - Charles Bozon, sciatore alpino e alpinista francese (n. 1932)
- 7 luglio - Lillian Copeland, discobola, giavellottista e pesista statunitense (n. 1904)
- 7 luglio - Reginald James, fisico e esploratore britannico (n. 1891)
- 8 luglio - Norway Jackes, canottiere canadese (n. 1881)
- 8 luglio - Maria Veronica del Santissimo Sacramento, religiosa italiana (n. 1896)
- 8 luglio - Max Parker, scenografo statunitense (n. 1882)
- 10 luglio - Alphonse Dain, grecista, paleografo e filologo classico francese (n. 1896)
- 10 luglio - Joe Gaetjens, calciatore haitiano (n. 1924)
- 11 luglio - John Eke, mezzofondista svedese (n. 1886)
- 11 luglio - Michel Mouskhély, politologo georgiano (n. 1903)
- 11 luglio - Guillermo Subiabre, calciatore cileno (n. 1903)
- 11 luglio - Maurice Thorez, politico francese (n. 1900)
- 11 luglio - Karl Tinzl, politico italiano (n. 1888)
- 12 luglio - Francesco Angelini, farmacista, imprenditore e politico italiano (n. 1887)
- 13 luglio - Kurt Diebner, fisico tedesco (n. 1905)
- 13 luglio - Per Jespersen, ginnasta norvegese (n. 1888)
- 14 luglio - Axel di Danimarca, danese (n. 1888)
- 14 luglio - Ignaz Gabloner, scultore e disegnatore italiano (n. 1887)
- 14 luglio - Georges Houard, giornalista francese (n. 1893)
- 15 luglio - Luis Batlle Berres, politico uruguaiano (n. 1897)
- 15 luglio - Thomas Joseph Cooke, calciatore statunitense (n. 1885)
- 15 luglio - Paul Maas, filologo classico e linguista tedesco (n. 1880)
- 16 luglio - Franklyn Barrett, direttore della fotografia, regista e produttore cinematografico australiano (n. 1873)
- 16 luglio - Rino Da Positano, cantante, compositore e paroliere italiano (n. 1914)
- 16 luglio - Alfred Junge, scenografo tedesco (n. 1886)
- 16 luglio - Rauf Orbay, politico e militare turco (n. 1881)
- 17 luglio - Maurice Glaize, architetto e archeologo francese (n. 1886)
- 17 luglio - Lin Dai, attrice cinese (n. 1934)
- 17 luglio - Umberto Ricagno, generale italiano (n. 1890)
- 17 luglio - Clotide Rometti, politico e imprenditore italiano (n. 1882)
- 19 luglio - Libertà Carducci, italiana (n. 1872)
- 19 luglio - Hugh Lett, chirurgo britannico (n. 1876)
- 19 luglio - Bepi Romagnoni, pittore italiano (n. 1930)
- 19 luglio - Silvio Saglio, alpinista e scrittore italiano (n. 1896)
- 19 luglio - Pasquale Salvatore Samperi, magistrato e politico italiano (n. 1870)
- 20 luglio - Vittorio Osvaldo Tommasini, pittore, poeta e fotografo italiano (n. 1879)
- 20 luglio - Frederick Hanley Seares, astronomo statunitense (n. 1873)
- 20 luglio - Anna Vyrubova, nobildonna russa (n. 1884)
- 21 luglio - Jean Fautrier, pittore e scultore francese (n. 1898)
- 21 luglio - Osvaldo Prosperi, politico italiano (n. 1887)
- 21 luglio - Benjamín Santos, allenatore di calcio e calciatore argentino (n. 1924)
- 21 luglio - John Anderson White, calciatore scozzese (n. 1937)
- 22 luglio - Gildo Bocci, attore italiano (n. 1886)
- 22 luglio - Umberto Mondino, generale italiano (n. 1883)
- 22 luglio - Alexander Richardson, bobbista e militare britannico (n. 1887)
- 23 luglio - Fred Grace, pugile britannico (n. 1884)
- 23 luglio - Jan de Vries, filologo, lessicografo e storico delle religioni olandese (n. 1890)
- 24 luglio - David Andersen, calciatore norvegese (n. 1894)
- 24 luglio - Arthur Findlay, saggista e magistrato britannico (n. 1883)
- 24 luglio - Erwin Finlay-Freundlich, astronomo tedesco (n. 1885)
- 24 luglio - Victoria Forde, attrice statunitense (n. 1896)
- 24 luglio - Giorgio Treves de' Bonfili, calciatore, allenatore di calcio e dirigente sportivo italiano (n. 1884)
- 25 luglio - John Latham, magistrato e politico australiano (n. 1877)
- 26 luglio - Gordon Dunn, discobolo e pesista statunitense (n. 1912)
- 26 luglio - Aldo Mazza, pittore, pubblicitario e illustratore italiano (n. 1880)
- 26 luglio - William A. Seiter, regista e stuntman statunitense (n. 1890)
- 27 luglio - Salvatore Aldisio, politico italiano (n. 1890)
- 27 luglio - Bo Farrington, giocatore di football americano statunitense (n. 1936)
- 27 luglio - Willie Galimore, giocatore di football americano statunitense (n. 1935)
- 27 luglio - Harry Shannon, attore statunitense (n. 1890)
- 28 luglio - Daniel Fernández Crespo, politico uruguaiano (n. 1901)
- 28 luglio - Michail Kozlov, allenatore di calcio, calciatore e arbitro di calcio sovietico (n. 1895)
- 29 luglio - Wanda Wasilewska, politica e scrittrice polacca (n. 1905)
- 30 luglio - Aldo Fagiuoli, allenatore di calcio e calciatore italiano (n. 1898)
- 31 luglio - Jim Reeves, cantante statunitense (n. 1923)

## Agosto(72)
- 1º agosto - Clarence Abel, hockeista su ghiaccio statunitense (n. 1900)
- 1º agosto - Pierre Georget, pistard francese (n. 1917)
- 1º agosto - Battista Giuntelli, ciclista su strada italiano (n. 1900)
- 2 agosto - Olga Desmond, attrice e danzatrice tedesca (n. 1890)
- 2 agosto - Carel Godin de Beaufort, pilota automobilistico olandese (n. 1934)
- 3 agosto - Giuseppe Gardella, medico italiano (n. 1900)
- 3 agosto - Flannery O'Connor, scrittrice statunitense (n. 1925)
- 4 agosto - Amerigo Gomez, giornalista e regista radiofonico italiano (n. 1915)
- 5 agosto - Ernst Kühnel, storico dell'arte tedesco (n. 1882)
- 5 agosto - Moa Martinson, scrittrice svedese (n. 1890)
- 5 agosto - Art Ross, hockeista su ghiaccio, allenatore di hockey su ghiaccio e dirigente sportivo canadese (n. 1886)
- 5 agosto - Marcello Visconti di Modrone, nobile, politico e imprenditore italiano (n. 1898)
- 6 agosto - Cedric Hardwicke, attore britannico (n. 1893)
- 6 agosto - Reed Howes, attore statunitense (n. 1900)
- 7 agosto - Salima Machamba, comoriana (n. 1874)
- 7 agosto - Earl C. Slipher, astronomo e politico statunitense (n. 1883)
- 7 agosto - Henk Vermetten, calciatore olandese (n. 1895)
- 7 agosto - Guido Zanobini, giurista italiano (n. 1890)
- 7 agosto - Aleksander Zawadzki, militare e politico polacco (n. 1899)
- 8 agosto - Lala Sjöqvist, tuffatrice svedese (n. 1903)
- 10 agosto - Carlo Cossio, animatore e fumettista italiano (n. 1907)
- 10 agosto - Affonso Eduardo Reidy, architetto brasiliano (n. 1909)
- 11 agosto - Mario D'Annunzio, politico italiano (n. 1884)
- 12 agosto - Isidro Fabela, avvocato, scrittore e giornalista messicano (n. 1882)
- 12 agosto - Ian Fleming, scrittore, giornalista e militare britannico (n. 1908)
- 12 agosto - Dmitrij Dmitrievič Maksutov, ingegnere sovietico (n. 1896)
- 14 agosto - Johnny Burnette, cantante statunitense (n. 1934)
- 14 agosto - Albino Carraro, arbitro di calcio e dirigente sportivo italiano (n. 1899)
- 14 agosto - Luigi Pirelli, vescovo cattolico italiano (n. 1895)
- 15 agosto - Edward Alexander, attore statunitense (n. 1886)
- 15 agosto - Lucio Bini, neurologo e psichiatra italiano (n. 1908)
- 15 agosto - Dr. Atl, pittore e scrittore messicano (n. 1875)
- 15 agosto - Eino Kettunen, compositore e paroliere finlandese (n. 1894)
- 15 agosto - Giuseppe Podestà, direttore d'orchestra italiano (n. 1886)
- 16 agosto - William Cowhig, ginnasta britannico (n. 1887)
- 16 agosto - Jakob Schmid, tedesco (n. 1886)
- 16 agosto - Egon Terzetta, calciatore italiano (n. 1899)
- 16 agosto - Paul Weinstein, altista, astista e lunghista tedesco (n. 1878)
- 17 agosto - Oda Alstrup, attrice danese (n. 1888)
- 17 agosto - Jon Iversen, attore e regista danese (n. 1889)
- 18 agosto - Hildegard Trabant, tedesca (n. 1927)
- 19 agosto - Virginio Ghiringhelli, pittore e decoratore italiano (n. 1898)
- 19 agosto - Ewald Kluge, pilota motociclistico tedesco (n. 1909)
- 19 agosto - Ardengo Soffici, pittore, scrittore e poeta italiano (n. 1879)
- 19 agosto - Vanni Teodorani, giornalista e politico italiano (n. 1916)
- 19 agosto - Giacinto Tredici, arcivescovo cattolico italiano (n. 1880)
- 20 agosto - Gyda Christensen, attrice teatrale, ballerina e coreografa norvegese (n. 1872)
- 20 agosto - Émile Cornic, schermidore francese (n. 1894)
- 20 agosto - Arno Frank, cestista, allenatore di pallacanestro e allenatore di calcio brasiliano (n. 1903)
- 21 agosto - Ladislao Findysz, presbitero polacco (n. 1907)
- 21 agosto - Palmiro Togliatti, politico, giornalista e economista italiano (n. 1893)
- 22 agosto - Symeon Lukač, vescovo cattolico ucraino (n. 1893)
- 22 agosto - Helena Makowska, attrice polacca (n. 1893)
- 22 agosto - Cesare Migliorini, dirigente sportivo e allenatore di calcio italiano (n. 1901)
- 22 agosto - Cecil von Renthe-Fink, ambasciatore tedesco (n. 1885)
- 22 agosto - Charles Stevens, attore statunitense (n. 1893)
- 23 agosto - Estella Canziani, scrittrice e artista britannica (n. 1887)
- 23 agosto - Guido Ucelli, ingegnere, dirigente d'azienda e mecenate italiano (n. 1885)
- 24 agosto - Umberto D'Ancona, biologo e zoologo italiano (n. 1896)
- 24 agosto - Virgilio Gozzoli, anarchico italiano (n. 1886)
- 24 agosto - Otto Korfes, generale tedesco (n. 1889)
- 25 agosto - Tore Edmondo Calabrò, scultore e pittore italiano (n. 1891)
- 25 agosto - Felice Giordano, pittore italiano (n. 1880)
- 27 agosto - Gracie Allen, attrice e comica statunitense (n. 1895)
- 28 agosto - Aristide Baracchi, baritono italiano (n. 1885)
- 28 agosto - Lumsden Hare, attore, regista e produttore teatrale irlandese (n. 1875)
- 28 agosto - Cooper Harold Langford, filosofo e logico statunitense (n. 1895)
- 28 agosto - Jimmy Richardson, calciatore inglese (n. 1911)
- 29 agosto - Dorothy Lawrence, giornalista britannica (n. 1896)
- 29 agosto - Josef Šroubek, calciatore e hockeista su ghiaccio cecoslovacco (n. 1891)
- 31 agosto - Goffredo Bellonci, giornalista, critico letterario e italianista italiano (n. 1882)
- 31 agosto - Peter Lanyon, pittore britannico (n. 1918)

## Settembre(85)
- 1º settembre - John D'Angelico, liutaio statunitense (n. 1905)
- 1º settembre - Michele Lalli, giornalista e scrittore italiano (n. 1926)
- 2 settembre - Morris Ankrum, attore statunitense (n. 1897)
- 2 settembre - Francisco Craveiro Lopes, generale e politico portoghese (n. 1894)
- 2 settembre - Henri Hanlet, ciclista su strada belga (n. 1888)
- 2 settembre - Emilio Orlandini, ufficiale e aviatore italiano (n. 1910)
- 2 settembre - Alvin York, militare statunitense (n. 1887)
- 3 settembre - Hermann Breith, generale tedesco (n. 1892)
- 3 settembre - Guido Cortese, avvocato e politico italiano (n. 1908)
- 3 settembre - Mario Lusiani, pistard e ciclista su strada italiano (n. 1903)
- 3 settembre - Joseph Marx, compositore, insegnante e critico musicale austriaco (n. 1882)
- 4 settembre - José María Belauste, calciatore spagnolo (n. 1889)
- 4 settembre - Werner Bergengruen, scrittore tedesco (n. 1892)
- 4 settembre - Peter Farmer, allenatore di calcio scozzese (n. 1886)
- 4 settembre - Bror Fock, mezzofondista svedese (n. 1888)
- 4 settembre - Arthur Gäbelein, calciatore tedesco (n. 1893)
- 4 settembre - Paul Klingenburg, pallanuotista tedesco (n. 1917)
- 4 settembre - Lothar Müthel, attore tedesco (n. 1896)
- 4 settembre - Clément-Emile Roques, cardinale e arcivescovo cattolico francese (n. 1880)
- 5 settembre - Elizabeth Gurley Flynn, attivista statunitense (n. 1890)
- 5 settembre - Giorgio Kokoliós-Bardi, tenore greco (n. 1916)
- 5 settembre - Velso Mucci, scrittore italiano (n. 1911)
- 5 settembre - Billy Sherring, maratoneta canadese (n. 1878)
- 6 settembre - Iosif Sîrbu, tiratore a segno rumeno (n. 1925)
- 7 settembre - Walter A. Brown, imprenditore e dirigente sportivo statunitense (n. 1905)
- 7 settembre - Louis Francescon, missionario italiano (n. 1866)
- 7 settembre - Georges Thierry d'Argenlieu, ammiraglio, diplomatico e religioso francese (n. 1889)
- 8 settembre - Sigfrid Henrici, generale tedesco (n. 1889)
- 8 settembre - Theo Koenen, calciatore tedesco (n. 1890)
- 9 settembre - Friedrich-Georg Eberhardt, generale tedesco (n. 1892)
- 9 settembre - Vanni Pucci, scrittore, poeta e illustratore italiano (n. 1877)
- 9 settembre - Pirro Scavizzi, presbitero italiano (n. 1884)
- 9 settembre - Sakari Tuomioja, politico finlandese (n. 1911)
- 10 settembre - Bryan Hines, lottatore statunitense (n. 1896)
- 10 settembre - Francesco Tola, militare e aviatore italiano (n. 1893)
- 11 settembre - Pietro Baccanelli, politico italiano (n. 1888)
- 11 settembre - Ernesto Giacobbi, pittore italiano (n. 1891)
- 11 settembre - Antonino Giuffrè, editore italiano (n. 1902)
- 12 settembre - Sergiusz Piasecki, scrittore polacco (n. 1901)
- 13 settembre - Ludovico Censi, aviatore, militare e diplomatico italiano (n. 1895)
- 13 settembre - Odd Eiwinn Hanssen, patologo e anatomista norvegese (n. 1917)
- 13 settembre - Mark C. Honeywell, imprenditore e inventore statunitense (n. 1874)
- 14 settembre - Vasilij Semënovič Grossman, giornalista e scrittore sovietico (n. 1905)
- 14 settembre - Josef Imbach, velocista svizzero (n. 1894)
- 14 settembre - Adrian Johnson, sceneggiatore statunitense (n. 1883)
- 14 settembre - Bertrand Pujo, aviatore, generale e politico francese (n. 1878)
- 15 settembre - Alfred Blalock, chirurgo statunitense (n. 1899)
- 15 settembre - William S. Darling, scenografo ungherese (n. 1882)
- 15 settembre - Clarence Hadfield D'Arcy, canottiere neozelandese (n. 1889)
- 15 settembre - Paul Schultz, generale tedesco (n. 1891)
- 16 settembre - Rocco Serini, matematico italiano (n. 1886)
- 17 settembre - Jean Ray, scrittore belga (n. 1887)
- 17 settembre - Nicola Pistelli, politico e giornalista italiano (n. 1929)
- 18 settembre - Clive Bell, critico d'arte britannico (n. 1881)
- 18 settembre - J. Frank Dobie, scrittore e giornalista statunitense (n. 1888)
- 18 settembre - Seán O'Casey, scrittore irlandese (n. 1880)
- 18 settembre - Juliet Rhys-Williams, economista e politica britannica (n. 1898)
- 19 settembre - Mario Vallauri, glottologo e indologo italiano (n. 1887)
- 20 settembre - Gaston Darbour, pittore e incisore francese (n. 1869)
- 20 settembre - Lazare Lévy, pianista e compositore francese (n. 1882)
- 21 settembre - Jesús Enciso Viana, vescovo cattolico spagnolo (n. 1906)
- 21 settembre - Józef Gawlina, arcivescovo cattolico polacco (n. 1892)
- 21 settembre - Otto Grotewohl, politico tedesco (n. 1894)
- 22 settembre - Victor Goglidze, scacchista georgiano (n. 1905)
- 23 settembre - Marino Magnani, politico e partigiano italiano (n. 1893)
- 23 settembre - Fred M. Wilcox, regista statunitense (n. 1907)
- 24 settembre - Paul Kahle, orientalista e islamista tedesco (n. 1875)
- 24 settembre - Carlos Silva, calciatore portoghese (n. 1902)
- 25 settembre - Ferruccio Rontini, pittore italiano (n. 1893)
- 26 settembre - Giovanni Gagliardi, fisarmonicista e compositore italiano (n. 1882)
- 26 settembre - Einar Strøm, ginnasta norvegese (n. 1885)
- 27 settembre - Pia Nalli, matematica italiana (n. 1886)
- 27 settembre - Tancredi Parmeggiani, pittore italiano (n. 1927)
- 27 settembre - Giuseppe Sforza, cestista italiano (n. 1923)
- 27 settembre - Adib al-Shishakli, militare e politico siriano (n. 1909)
- 28 settembre - Mario Baldassarri, matematico italiano (n. 1920)
- 28 settembre - Nacio Herb Brown, cantautore e compositore statunitense (n. 1896)
- 28 settembre - George Dyson, musicista e compositore inglese (n. 1883)
- 28 settembre - Francesco Ferrarin, generale e aviatore italiano (n. 1896)
- 28 settembre - Richard Häussler, attore e regista tedesco (n. 1908)
- 28 settembre - Harpo Marx, comico e attore statunitense (n. 1888)
- 29 settembre - Antonio Stanghellini, fisico italiano (n. 1931)
- 29 settembre - Fred Tootell, martellista statunitense (n. 1902)
- 30 settembre - Mario Almirante, regista, attore e direttore del doppiaggio italiano (n. 1890)
- 30 settembre - Kurt Erdmann, storico dell'arte tedesco (n. 1901)

## Ottobre(80)
- 1º ottobre - Douglas McGregor, economista, docente e psicologo statunitense (n. 1906)
- 1º ottobre - Ernst Toch, compositore e pianista austriaco (n. 1887)
- 2 ottobre - Corinna Teresa Ubertis, scrittrice italiana (n. 1874)
- 3 ottobre - Erich Schmidt, archeologo tedesco (n. 1897)
- 4 ottobre - Sam Cowan, calciatore e allenatore di calcio inglese (n. 1901)
- 4 ottobre - Josef Lüke, calciatore tedesco (n. 1899)
- 5 ottobre - Jean-Baptiste Janssens, gesuita belga (n. 1889)
- 6 ottobre - Riccardo Balocco, generale italiano (n. 1883)
- 6 ottobre - Ugo Cassina, matematico italiano (n. 1897)
- 6 ottobre - Theodore von Eltz, attore statunitense (n. 1893)
- 6 ottobre - Pietro Serantoni, calciatore e allenatore di calcio italiano (n. 1906)
- 7 ottobre - Sidney Cross, ginnasta britannico (n. 1891)
- 7 ottobre - Bernhard Goetzke, attore tedesco (n. 1884)
- 7 ottobre - Ollie Kirkby, attrice statunitense (n. 1886)
- 7 ottobre - Velio Spano, politico e antifascista italiano (n. 1905)
- 7 ottobre - Albert Willemetz, librettista e paroliere francese (n. 1887)
- 9 ottobre - Percival David, sinologo e collezionista d'arte britannico (n. 1892)
- 9 ottobre - Siegfried Lerdon, schermidore tedesco (n. 1905)
- 9 ottobre - Mario Marina, politico italiano (n. 1897)
- 9 ottobre - Raniero Panzieri, sociologo, traduttore e saggista italiano (n. 1921)
- 10 ottobre - Konrad Bayer, scrittore austriaco (n. 1932)
- 10 ottobre - Eddie Cantor, comico, attore e sceneggiatore statunitense (n. 1892)
- 10 ottobre - Guru Dutt, regista e attore indiano (n. 1925)
- 10 ottobre - Philipp Kleffel, generale tedesco (n. 1887)
- 10 ottobre - Genrich Gustavovič Nejgauz, pianista e docente russo (n. 1888)
- 11 ottobre - Franco Patria, pilota automobilistico e pilota di rally italiano (n. 1943)
- 11 ottobre - Alphonsus Verwimp, missionario e vescovo cattolico belga (n. 1885)
- 12 ottobre - Pat Frank, scrittore statunitense (n. 1907)
- 12 ottobre - Achille Majeroni, attore e doppiatore italiano (n. 1881)
- 13 ottobre - Madeleine Delbrêl, mistica e poetessa francese (n. 1904)
- 13 ottobre - Golam Mostofa, scrittore pakistano (n. 1897)
- 13 ottobre - John Francis Toye, musicologo inglese (n. 1883)
- 15 ottobre - Cole Porter, compositore statunitense (n. 1891)
- 16 ottobre - Phyllis Gordon, attrice statunitense (n. 1889)
- 16 ottobre - Luigi Greco, ingegnere italiano (n. 1887)
- 16 ottobre - Otto Groß, nuotatore tedesco (n. 1890)
- 17 ottobre - Pierre Brissaud, pittore e illustratore francese (n. 1885)
- 17 ottobre - Marius Hiller, calciatore tedesco (n. 1892)
- 17 ottobre - Karel Meduna, calciatore cecoslovacco (n. 1897)
- 18 ottobre - Umberto Bertozzi, militare e criminale di guerra italiano (n. 1905)
- 18 ottobre - Arturo Boiocchi, calciatore e allenatore di calcio italiano (n. 1888)
- 18 ottobre - Louis Olagnier, calciatore francese (n. 1889)
- 19 ottobre - Sergej Semënovič Birjuzov, generale sovietico (n. 1904)
- 19 ottobre - Ray Bonney, hockeista su ghiaccio statunitense (n. 1892)
- 19 ottobre - Sonny Boswell, cestista statunitense (n. 1919)
- 19 ottobre - Russ Brown, attore statunitense (n. 1892)
- 19 ottobre - Maurice Gosfield, attore e doppiatore statunitense (n. 1913)
- 19 ottobre - Ebbe Schwartz, dirigente sportivo danese (n. 1901)
- 19 ottobre - Bill Voisey, allenatore di calcio e calciatore inglese (n. 1891)
- 20 ottobre - Herbert Hoover, politico statunitense (n. 1874)
- 20 ottobre - Gino Tozzi, partigiano italiano (n. 1924)
- 21 ottobre - Giovanni Carlo Anselmetti, imprenditore e politico italiano (n. 1904)
- 21 ottobre - Teresa Billington-Greig, attivista britannica (n. 1877)
- 21 ottobre - Alessandro Casagrande, compositore italiano (n. 1922)
- 21 ottobre - Margaret Gibson, attrice statunitense (n. 1894)
- 21 ottobre - Lino Liviabella, compositore e pianista italiano (n. 1902)
- 21 ottobre - Luigi Sibille, generale italiano (n. 1884)
- 22 ottobre - Antonín Hojer, calciatore cecoslovacco (n. 1894)
- 22 ottobre - Khawaja Nazimuddin, politico pakistano (n. 1894)
- 23 ottobre - Frank Luther Mott, storico e giornalista statunitense (n. 1886)
- 23 ottobre - Jo Swerling, drammaturgo, paroliere e sceneggiatore statunitense (n. 1893)
- 24 ottobre - Toni Kinshofer, alpinista tedesco (n. 1934)
- 24 ottobre - Ezio Vigorelli, politico e partigiano italiano (n. 1892)
- 25 ottobre - José Trino, calciatore spagnolo (n. 1902)
- 26 ottobre - Eric Edgar Cooke, serial killer australiano (n. 1931)
- 26 ottobre - Francesco Maria Dominedò, politico italiano (n. 1903)
- 26 ottobre - Agnes Miegel, scrittrice, poetessa e giornalista tedesca (n. 1879)
- 26 ottobre - Mario Paggi, giornalista e politico italiano (n. 1902)
- 27 ottobre - Willi Bredel, scrittore tedesco (n. 1901)
- 27 ottobre - David Kirkland, regista, attore e sceneggiatore statunitense (n. 1878)
- 27 ottobre - Rudolph Maté, regista, direttore della fotografia e produttore cinematografico polacco (n. 1898)
- 28 ottobre - Eliseo Camiolo, arbitro di calcio italiano (n. 1910)
- 29 ottobre - Vasilij Ivanovič Agapkin, compositore e direttore d'orchestra sovietico (n. 1884)
- 29 ottobre - Filippo Amantea Mannelli, poeta, giurista e filosofo italiano (n. 1878)
- 29 ottobre - Claudio Ermelli, attore italiano (n. 1892)
- 29 ottobre - Benno Fiala von Fernbrugg, aviatore austro-ungarico (n. 1890)
- 30 ottobre - Pertti Mutru, cestista finlandese (n. 1930)
- 30 ottobre - Luciano Savorini, ginnasta italiano (n. 1885)
- 31 ottobre - Theodore Freeman, astronauta statunitense (n. 1930)
- 31 ottobre - Ladislas Meduna, neurologo ungherese (n. 1896)

## Novembre(89)
- 1º novembre - William Emet Blatz, psicologo canadese (n. 1895)
- 1º novembre - Doc Carlson, giocatore di football americano, allenatore di pallacanestro e giocatore di baseball statunitense (n. 1894)
- 1º novembre - Karl von Graffen, generale tedesco (n. 1893)
- 1º novembre - Sture Lagerwall, attore e regista svedese (n. 1908)
- 1º novembre - Andrij Mel'nyk, politico e militare ucraino (n. 1890)
- 2 novembre - Carlo Guzzi, progettista e imprenditore italiano (n. 1889)
- 4 novembre - Vincenzo Chiola, politico italiano (n. 1893)
- 4 novembre - Giuseppe Pietro Gagnor, vescovo cattolico italiano (n. 1884)
- 4 novembre - James Hampton, artista statunitense (n. 1909)
- 4 novembre - Sándor Prokopp, tiratore a segno ungherese (n. 1887)
- 4 novembre - Fausto Ricci, baritono italiano (n. 1892)
- 5 novembre - Piero Malvestiti, politico italiano (n. 1899)
- 5 novembre - Vasilij Sergeevič Nemčinov, statistico russo (n. 1894)
- 5 novembre - John S. Robertson, regista e attore canadese (n. 1878)
- 6 novembre - Hans Karl August Simon von Euler-Chelpin, biochimico svedese (n. 1873)
- 6 novembre - Hugo Koblet, ciclista su strada e pistard svizzero (n. 1925)
- 6 novembre - Gottfried Kottmann, bobbista svizzero (n. 1932)
- 6 novembre - Anita Malfatti, pittrice brasiliana (n. 1889)
- 6 novembre - H. Beam Piper, scrittore, romanziere e scrittore di fantascienza statunitense (n. 1904)
- 6 novembre - Henri Piéron, psicologo francese (n. 1881)
- 6 novembre - Rajendra Prakash, principe indiano (n. 1913)
- 8 novembre - Fernand Baldet, astronomo francese (n. 1885)
- 9 novembre - David Fall, tuffatore statunitense (n. 1902)
- 9 novembre - Cecília Meireles, poetessa, docente e giornalista brasiliana (n. 1901)
- 9 novembre - Mario Novelli, cestista italiano (n. 1913)
- 9 novembre - Felix Weltsch, scrittore ceco (n. 1884)
- 10 novembre - Rudolf Gerhardt, ufficiale tedesco (n. 1896)
- 10 novembre - Sam Newfield, regista statunitense (n. 1899)
- 10 novembre - Paolo Venerosi Pesciolini, politico italiano (n. 1896)
- 10 novembre - Pierre de Polignac, duca (n. 1895)
- 11 novembre - Juan de Dios Filiberto, compositore e direttore d'orchestra argentino (n. 1885)
- 11 novembre - Ilka Grüning, attrice austriaca (n. 1876)
- 11 novembre - Eduard Steuermann, pianista e compositore austriaco (n. 1892)
- 12 novembre - Heinz Jost, militare, agente segreto e criminale di guerra tedesco (n. 1904)
- 12 novembre - Aldo Silvani, attore, regista e doppiatore italiano (n. 1891)
- 12 novembre - Grace Valentine, attrice statunitense (n. 1884)
- 13 novembre - Oddo Bernacchia, vescovo cattolico italiano (n. 1880)
- 13 novembre - Gabriele Santini, direttore d'orchestra italiano (n. 1886)
- 14 novembre - Heinrich von Brentano, politico tedesco (n. 1904)
- 14 novembre - August Desch, ostacolista statunitense (n. 1898)
- 14 novembre - Cipriano Nunes dos Santos, calciatore portoghese (n. 1901)
- 15 novembre - Vittorio Meichsner de Meichsenau, politico italiano (n. 1881)
- 15 novembre - Ove Ødegaard, calciatore norvegese (n. 1931)
- 15 novembre - William Raeside, allenatore di calcio scozzese (n. 1892)
- 15 novembre - Montgomery Wilson, pattinatore artistico su ghiaccio canadese (n. 1909)
- 16 novembre - John Emery, attore statunitense (n. 1905)
- 17 novembre - Karl Arning, generale tedesco (n. 1892)
- 17 novembre - Lidija Ryndina, attrice russa (n. 1883)
- 18 novembre - Tommaso Besozzi, giornalista e scrittore italiano (n. 1903)
- 18 novembre - Arnaldo De Valles, giurista e avvocato italiano (n. 1887)
- 18 novembre - Jan Dvořáček, calciatore cecoslovacco (n. 1898)
- 18 novembre - Maria Maltoni, insegnante italiana (n. 1890)
- 18 novembre - Gesumino Mastino, politico italiano (n. 1889)
- 18 novembre - José León Pagano, scrittore, drammaturgo e pittore argentino (n. 1875)
- 18 novembre - Enrico Teodoro Pigozzi, imprenditore italiano (n. 1898)
- 19 novembre - Gerhard Bersu, archeologo tedesco (n. 1889)
- 19 novembre - Margarita Ferreras, poetessa spagnola (n. 1900)
- 20 novembre - Marguerite Jamois, attrice teatrale francese (n. 1901)
- 21 novembre - Paul Bernier, arcivescovo cattolico canadese (n. 1906)
- 22 novembre - George Tomasini, montatore statunitense (n. 1909)
- 22 novembre - Luciano Vieri, cantante italiano (n. 1945)
- 23 novembre - Antonio Maria Bettanini, giurista, storico e presbitero italiano (n. 1884)
- 23 novembre - Leonardo Cerini, chimico italiano (n. 1883)
- 23 novembre - Edward Celestin Daly, vescovo cattolico statunitense (n. 1894)
- 23 novembre - Ippolito Radaelli, militare e avvocato italiano (n. 1883)
- 24 novembre - Giovanni Balbi di Robecco, calciatore, aviatore e tennista italiano (n. 1883)
- 24 novembre - William O'Dwyer, politico e diplomatico irlandese (n. 1890)
- 24 novembre - Giuseppe Papalia, politico italiano (n. 1897)
- 25 novembre - Clarence Kolb, attore statunitense (n. 1874)
- 26 novembre - Joe Forshaw, maratoneta statunitense (n. 1881)
- 26 novembre - Bodil Ipsen, attrice e regista danese (n. 1889)
- 26 novembre - Hedwig Kohn, fisica tedesca (n. 1887)
- 26 novembre - Louis Prével, canottiere francese (n. 1879)
- 27 novembre - Lajos Lutz, calciatore e allenatore di calcio ungherese (n. 1900)
- 27 novembre - Lina Waterfield, giornalista e scrittrice britannica (n. 1874)
- 28 novembre - Vittorio Faccin, missionario italiano (n. 1934)
- 28 novembre - Jimmy McMullan, allenatore di calcio e calciatore scozzese (n. 1895)
- 28 novembre - Charles Meredith, attore statunitense (n. 1894)
- 28 novembre - Lamberto Petri, calciatore italiano (n. 1910)
- 28 novembre - Ville Pörhölä, discobolo, martellista e pesista finlandese (n. 1897)
- 28 novembre - Billy Walker, calciatore e allenatore di calcio inglese (n. 1897)
- 29 novembre - Andre de Kruijff, calciatore olandese (n. 1895)
- 29 novembre - Adolfo Tunesi, ginnasta italiano (n. 1887)
- 29 novembre - Anne de Vries, scrittore e insegnante olandese (n. 1904)
- 30 novembre - Albertina Baldi, cantante lirica italiana (n. 1889)
- 30 novembre - Giannetto Bongiovanni, giornalista, scrittore e traduttore italiano (n. 1890)
- 30 novembre - Ted Hanney, calciatore e allenatore di calcio inglese (n. 1889)
- 30 novembre - Alberto Tarchiani, giornalista, politico e diplomatico italiano (n. 1885)
- 30 novembre - Vittorio Calef, giornalista, poeta e scrittore italiano (n. 1919)

## Dicembre(80)
- 1º dicembre - Maria Clementina Anuarite Nengapeta, religiosa della Repubblica Democratica del Congo (n. 1939)
- 1º dicembre - Bruno Boari, scultore, pittore e medaglista italiano (n. 1896)
- 1º dicembre - John Burdon Sanderson Haldane, biologo e genetista inglese (n. 1892)
- 1º dicembre - Bertil Sandström, cavaliere svedese (n. 1887)
- 1º dicembre - Charilaos Vasilakos, maratoneta e marciatore greco (n. 1875)
- 2 dicembre - Vincent Ardissone, dirigente sportivo e imprenditore italiano (n. 1885)
- 2 dicembre - Roger Bissière, artista francese (n. 1886)
- 2 dicembre - Genrich Barduchmiosovič Oganesjan, regista sovietico (n. 1918)
- 3 dicembre - Nils Backlund, pallanuotista svedese (n. 1896)
- 4 dicembre - Ludwig Flamm, fisico austriaco (n. 1885)
- 4 dicembre - Alexander Kerr, esploratore, ingegnere e militare britannico (n. 1892)
- 4 dicembre - Pina Pellicer, attrice cinematografica messicana (n. 1934)
- 4 dicembre - Vera Schwarz, soprano croato (n. 1889)
- 6 dicembre - Evert van Linge, calciatore e architetto olandese (n. 1895)
- 6 dicembre - Consuelo Vanderbilt, statunitense (n. 1877)
- 7 dicembre - Nikolaj Nikolaevič Aničkov, patologo russo (n. 1885)
- 7 dicembre - Sepp Kerschbaumer, terrorista italiano (n. 1913)
- 8 dicembre - Christine Collins, statunitense (n. 1888)
- 8 dicembre - Cecil Street, scrittore britannico (n. 1884)
- 8 dicembre - George Worthington, tennista e allenatore di tennis australiano (n. 1928)
- 8 dicembre - Gustav Wyneken, pedagogo e scrittore tedesco (n. 1875)
- 9 dicembre - Leone Boccali, giornalista italiano (n. 1902)
- 9 dicembre - Louis Giddings, archeologo statunitense (n. 1909)
- 9 dicembre - Edith Sitwell, poetessa e saggista inglese (n. 1887)
- 10 dicembre - Lars Christensen, armatore e filantropo norvegese (n. 1884)
- 10 dicembre - Charles Samuel Franklin, inventore inglese (n. 1879)
- 11 dicembre - Sam Cooke, cantante, compositore e produttore discografico statunitense (n. 1931)
- 11 dicembre - Percy Kilbride, attore statunitense (n. 1888)
- 11 dicembre - Alma Mahler Schindler, compositrice e scrittrice austriaca (n. 1879)
- 12 dicembre - Otto Ciliax, ammiraglio tedesco (n. 1891)
- 12 dicembre - Aldo Corazza, pioniere dell'aviazione italiano (n. 1878)
- 13 dicembre - Ernesto Almirante, attore italiano (n. 1877)
- 13 dicembre - Julius Ussy Engelhard, illustratore e pittore tedesco (n. 1883)
- 13 dicembre - Jenő Fekete, calciatore ungherese (n. 1910)
- 13 dicembre - Pedro Petrone, calciatore uruguaiano (n. 1905)
- 14 dicembre - William Bendix, attore statunitense (n. 1906)
- 14 dicembre - Francisco Canaro, compositore argentino (n. 1888)
- 14 dicembre - Ralph Horner, politico e imprenditore canadese (n. 1884)
- 14 dicembre - Franz Moßhammer, politico austriaco (n. 1882)
- 14 dicembre - Enrico Roselli, politico italiano (n. 1909)
- 15 dicembre - Giovanni Battista Crema, pittore italiano (n. 1883)
- 15 dicembre - Fernand De Visscher, giurista e archeologo belga (n. 1885)
- 15 dicembre - Tilde Kassay, attrice italiana (n. 1887)
- 16 dicembre - Phil Davis, fumettista statunitense (n. 1906)
- 16 dicembre - Keith Clifford Hall, ottico britannico (n. 1910)
- 16 dicembre - Pinin Pacòt, scrittore italiano (n. 1899)
- 17 dicembre - Victor Franz Hess, fisico austriaco (n. 1883)
- 19 dicembre - Ernie Hamilton, giocatore di lacrosse canadese (n. 1883)
- 19 dicembre - Hugon Hanke, politico polacco (n. 1904)
- 20 dicembre - Augusto Rosso, diplomatico italiano (n. 1885)
- 20 dicembre - Luigi Russo, prefetto, politico e generale italiano (n. 1882)
- 21 dicembre - Frank Buckley, calciatore e allenatore di calcio inglese (n. 1882)
- 21 dicembre - Algernon Kingscote, tennista britannico (n. 1888)
- 21 dicembre - Miroslav Lukić, calciatore jugoslavo (n. 1909)
- 21 dicembre - John Hyacinth Power, erpetologo e botanico irlandese (n. 1884)
- 21 dicembre - Reinhold Trampler, schermidore austriaco (n. 1877)
- 21 dicembre - Carl Van Vechten, scrittore e fotografo statunitense (n. 1880)
- 22 dicembre - Luigi Tamburrano, politico italiano (n. 1894)
- 22 dicembre - Paul Tournon, architetto francese (n. 1881)
- 23 dicembre - Nathan Asch, scrittore statunitense (n. 1902)
- 23 dicembre - Jean Bourgknecht, avvocato e politico svizzero (n. 1902)
- 23 dicembre - Väinö Bremer, aviatore, pentatleta e sciatore di pattuglia militare finlandese (n. 1899)
- 23 dicembre - Ola Cohn, scultrice e scrittrice australiana (n. 1892)
- 23 dicembre - Arrigo Pedrollo, pianista, direttore d'orchestra e compositore italiano (n. 1878)
- 23 dicembre - Raymond Rasch, compositore statunitense (n. 1917)
- 24 dicembre - Claudia Jones, giornalista e attivista trinidadiana (n. 1915)
- 26 dicembre - Johnny Helgesen, calciatore norvegese (n. 1897)
- 27 dicembre - Francesco Spoto, presbitero italiano (n. 1924)
- 28 dicembre - Kees Bekker, calciatore olandese (n. 1883)
- 28 dicembre - Géza Takács, allenatore di calcio e calciatore ungherese (n. 1899)
- 29 dicembre - Guy Hedlund, attore statunitense (n. 1884)
- 29 dicembre - Rofū Miki, poeta e saggista giapponese (n. 1889)
- 29 dicembre - Bernard von Brentano, scrittore tedesco (n. 1901)
- 30 dicembre - Hans Gerhard Creutzfeldt, neurologo tedesco (n. 1885)
- 30 dicembre - Mary Kelly, supercentenaria statunitense (n. 1851)
- 30 dicembre - Leo Tover, direttore della fotografia statunitense (n. 1902)
- 31 dicembre - William R. D. Fairbairn, medico e psicoanalista britannico (n. 1889)
- 31 dicembre - Henry Maitland Wilson, generale britannico (n. 1881)
- 31 dicembre - Gertrude Michael, attrice statunitense (n. 1911)
- 31 dicembre - Ólafur Thors, politico islandese (n. 1892)

## Senza giorno specificato(81)
- Nikolaj Pavlovič Alechin, ingegnere sovietico (n. 1913)
- Franco Anastasi, pittore italiano (n. 1887)
- Hipólito Villa, generale messicano (n. 1881)
- Mario Bartoccini, pianista italiano (n. 1898)
- Oskar Becker, filosofo tedesco (n. 1889)
- Stefano Bellandi, arbitro di calcio, arbitro di rugby a 15 e dirigente sportivo italiano (n. 1892)
- Alfredo Belluomini, architetto e ingegnere italiano (n. 1892)
- Benito Boccolari, scultore, incisore e ceramista italiano (n. 1888)
- Armando Bonino, calciatore e allenatore di calcio italiano
- Alfonso Borghesani, scultore e medaglista italiano (n. 1882)
- Charles Bouvier, bobbista e calciatore svizzero (n. 1898)
- Gerardo Branca, generale, dirigente sportivo e calciatore italiano (n. 1894)
- Daniele Calabi, architetto italiano (n. 1906)
- Gaetanina Calvi, ingegnere civile italiana (n. 1887)
- Pio Campa, attore e impresario teatrale italiano (n. 1881)
- Giuseppe Casucci, pittore italiano (n. 1877)
- James F. Chappell, astronomo e fotografo statunitense (n. 1891)
- Giovanni Ciardi-Dupré, medico italiano (n. 1905)
- Alighiero Ciattini, scrittore, tipografo e politico italiano (n. 1882)
- William Mansfield Clark, chimico statunitense (n. 1884)
- Egidio Dabbeni, ingegnere e architetto italiano (n. 1873)
- Zaccheus Daniel, astronomo statunitense (n. 1874)
- Primo Danieli, calciatore italiano (n. 1899)
- Antonino De Stefano, medievista italiano (n. 1880)
- Alfred Duggan, storico, archeologo e scrittore inglese (n. 1903)
- Elvira Martinez y Cabrera, pittrice italiana (n. 1902)
- Carlo Esposito, giurista italiano (n. 1902)
- Louis Fage, biologo, speleologo e aracnologo francese (n. 1883)
- Luigi Falchi, aviatore italiano (n. 1873)
- Vladimir Favorskij, incisore e illustratore russo (n. 1886)
- Iacob Felecan, calciatore rumeno (n. 1914)
- Else Gebel, attivista tedesca (n. 1905)
- Vittorio Emanuele Giunti, pittore e ceramista italiano (n. 1894)
- Franz Paul Glass, grafico, tipografo e illustratore tedesco (n. 1886)
- Armand Godoy, poeta cubano (n. 1880)
- Adele Goldstine, informatica statunitense (n. 1920)
- Alexandra Gončarova, attrice russa (n. 1888)
- Maithili Sharan Gupt, poeta indiano (n. 1886)
- Vince Hayes, allenatore di calcio e calciatore inglese (n. 1879)
- Maurice Henneberg, calciatore svizzero (n. 1886)
- Gusztáv Kálniczky, schermidore ungherese (n. 1896)
- Robert Kinsey, tennista statunitense (n. 1897)
- Henry John Klutho, architetto statunitense (n. 1873)
- Arturo Lezama, politico uruguaiano (n. 1899)
- Liu Baichuan, artista marziale cinese (n. 1870)
- Tom George Longstaff, alpinista britannico (n. 1875)
- Giovanni Marciani, generale italiano (n. 1886)
- Milton Margai, politico sierraleonese (n. 1895)
- Jacques Martin, filosofo e traduttore francese (n. 1922)
- Mehisti Hanim, ottomana (n. 1892)
- Felice Mignone, politico e avvocato italiano (n. 1881)
- Irene Miller, sceneggiatrice e giornalista britannica (n. 1880)
- Mitsos Miràt, attore greco (n. 1878)
- Lorenzo Morbelli, calciatore italiano (n. 1913)
- William Morgan, regista e montatore britannico (n. 1899)
- Pammal Sambandha Mudaliar, regista teatrale, attore e drammaturgo indiano (n. 1873)
- Alessandro Nanni, sindacalista, politico e pittore italiano (n. 1890)
- Mario Niccoli, storico delle religioni italiano (n. 1904)
- Russell Nicholson, mafioso statunitense
- Carlo Oletti, judoka italiano (n. 1886)
- Raffaello Pacini, regista e sceneggiatore italiano (n. 1899)
- Giulia Perelli, tennista italiana (n. 1897)
- Alessandro Peroni, pianista e compositore italiano (n. 1874)
- Giuseppe Pianezza, sindacalista e politico italiano (n. 1892)
- Umberto Pomilio, chimico e imprenditore italiano (n. 1890)
- Guy Reiss, astronomo francese (n. 1904)
- Edmund Cecil Rhodes, statistico britannico (n. 1892)
- Giuseppe Rubino, avvocato e politico italiano (n. 1887)
- Alexander Rud Mills, australiano (n. 1885)
- Rickard Sandler, politico svedese (n. 1884)
- Henry Sheffer, logico e matematico statunitense (n. 1883)
- Badr Shākir al-Sayyāb, poeta iracheno (n. 1926)
- Giuseppe Steiner, politico, scrittore e avvocato italiano (n. 1898)
- Emilio Strafelini, anarchico e antifascista italiano (n. 1897)
- Parikshith Thampuran, principe indiano (n. 1876)
- Václav Vaník, calciatore cecoslovacco (n. 1905)
- Dionysios Vasilopoulos, nuotatore e pallanuotista greco (n. 1902)
- Mario Venditti, avvocato e politico italiano (n. 1889)
- Ion Vinea, scrittore e pubblicista rumeno (n. 1895)
- Burkhart Waldecker, esploratore tedesco (n. 1902)
- Øjvind Winge, biologo e genetista danese (n. 1886)